# Китайсько-тайванські відносини

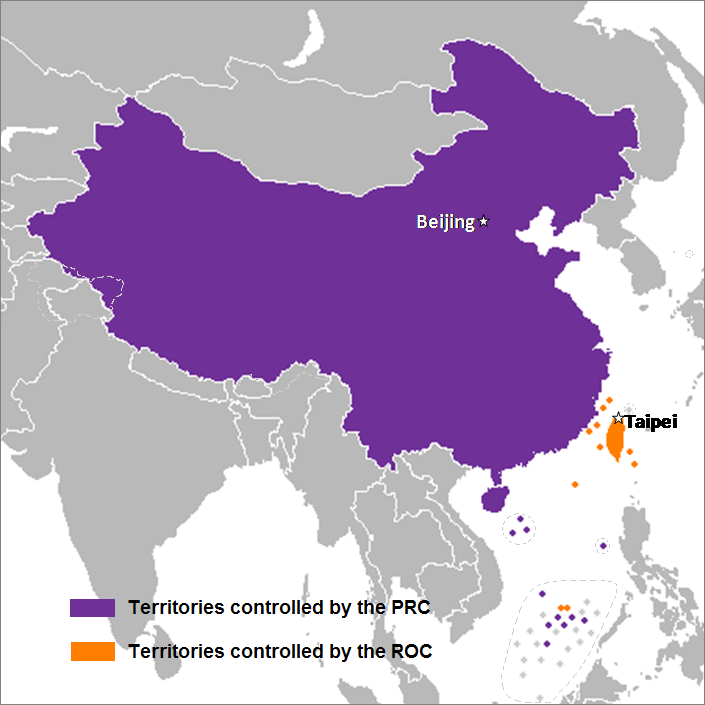
Території, якими нині правлять дві влади, що офіційно використовують назву Китай: КНР (фіолетовим) і Республіка Китай (жовтогарячим). Розмір малих островів на цій карті перебільшено для зручності розпізнання.

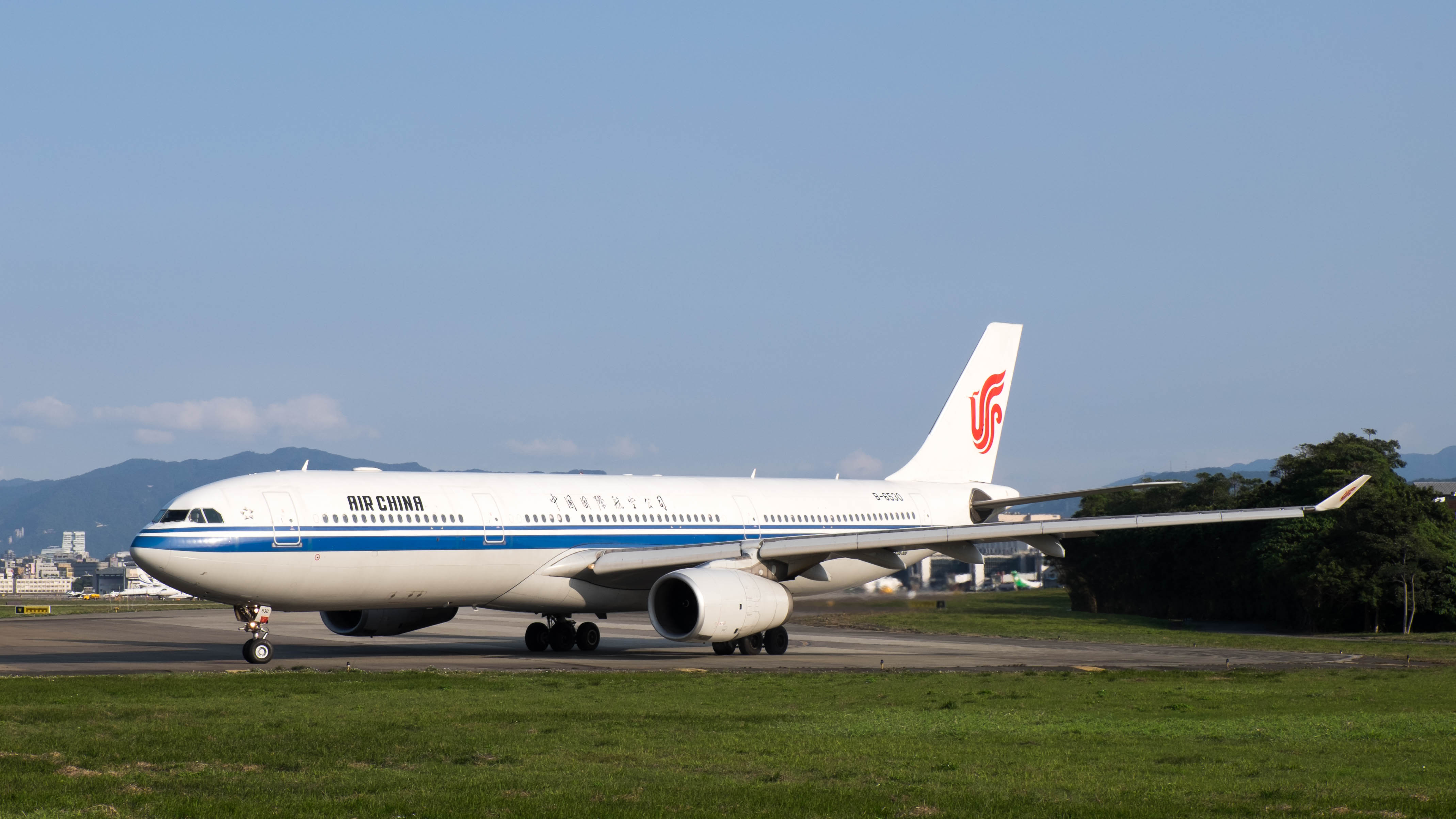
Літак Airbus A330-300 авіакомпанії Air China в аеропорту Тайбея Суншань

Китайсько-тайванські відносини (кит. трад. 海峽兩岸關係 «міжпротокові відносини», англ. Cross-Strait relations «відносини через протоку», або англ. Mainland–Taiwan relations «материково-тайванські відносини») — історичні та поточні двосторонні відносини між материковим Китаєм (Китайською Народною Республікою) та Тайванем (Республікою Китай). 
Взаємини складні та суперечливі у зв'язку зі спором про політичний статус Тайваню, що виник після передачі управління островом від Японської імперії до Китайської Республіки наприкінці Другої світової війни в 1945 році та наступного розколу між КНР і Республікою Китай у результаті громадянської війни в Китаї. Сторонам належить визначитися, чи два китайські уряди досі перебувають у стані громадянської війни за один Китай, де кожен керує одним із двох «регіонів» або частин однієї країни (наприклад, «Консенсус 1992 року»), а якщо ні, то чи готові возз'єднатися за принципом «одна країна, дві системи», а також чи представляють вони нині окремі держави (або «Тайвань» і «Китай», або два Китаї). Англомовний вираз «відносини через протоку» вважається нейтральним терміном, який уникає посилання на політичний статус будь-якої сторони.
Дебати щодо юридичного завершення громадянської війни тривають, оскільки жодного мирного договору чи перемир'я підписано не було, попри те, що 1949 року, коли громадянська війна рішуче обернулася на користь КПК, гоміньданівський уряд Республіки Китай відступив на Тайвань, де встановив тимчасову столицю в Тайбеї, а КПК проголосила утворення Китайської Народної Республіки з урядом у Пекіні.
Відтоді відносини між урядами в Пекіні та Тайбеї характеризуються обмеженими контактами, напругою та нестабільністю. У перші роки тривали військові конфлікти, а на дипломатичному рівні обидва уряди боролися за право називатися законним урядом Китаю. Після демократизації Тайваню питання політичного і правового статусу Тайваню звелося до вибору між політичним об'єднанням із материковим Китаєм та незалежністю Тайваню де-юре. КНР залишається ворожою до будь-якого офіційного оголошення незалежності та продовжує претендувати на владу над Тайванем.
Водночас зросли неурядові та напівдержавні обміни між двома сторонами. 2008 року між ними почалися переговори про відновлення «трьох сполучень» (поштового, транспортного, торговельного), перерваних із 1949 року. Китай — найважливіша ціль тайванських прямих іноземних інвестицій.
Дипломатичні контакти загалом обмежуються періодами, коли при владі уряди, сформовані Гоміньданом. Однак і за часів правління Демократичної прогресивної партії (ДПП) продовжуються через неофіційні канали переговори з практичних питань.

## Історія

### Хронологія
Керівники двох влад

### Період до 1949

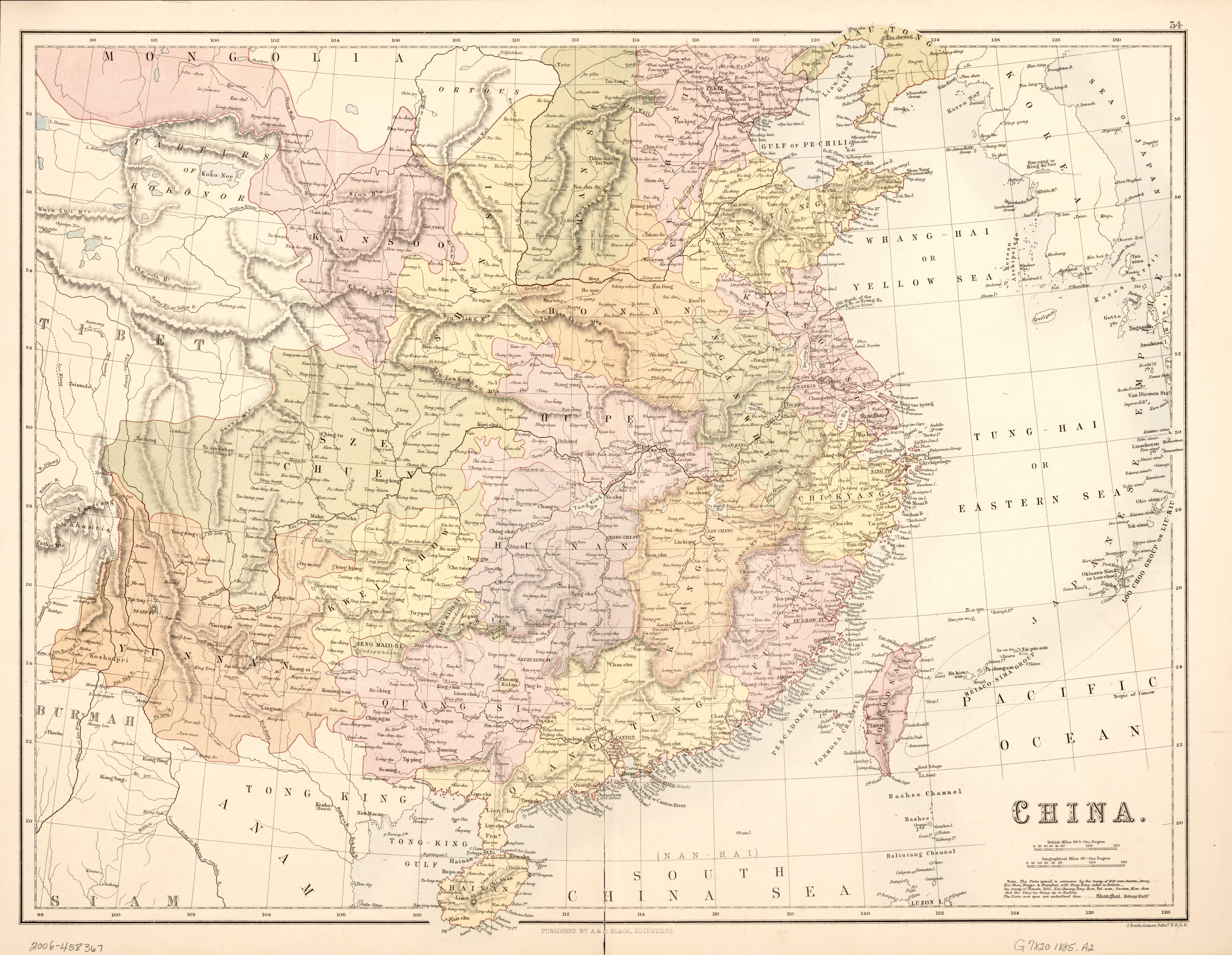
Карта Китаю 1885 року, на якій показано Тайвань, що був частиною провінції Фуцзянь

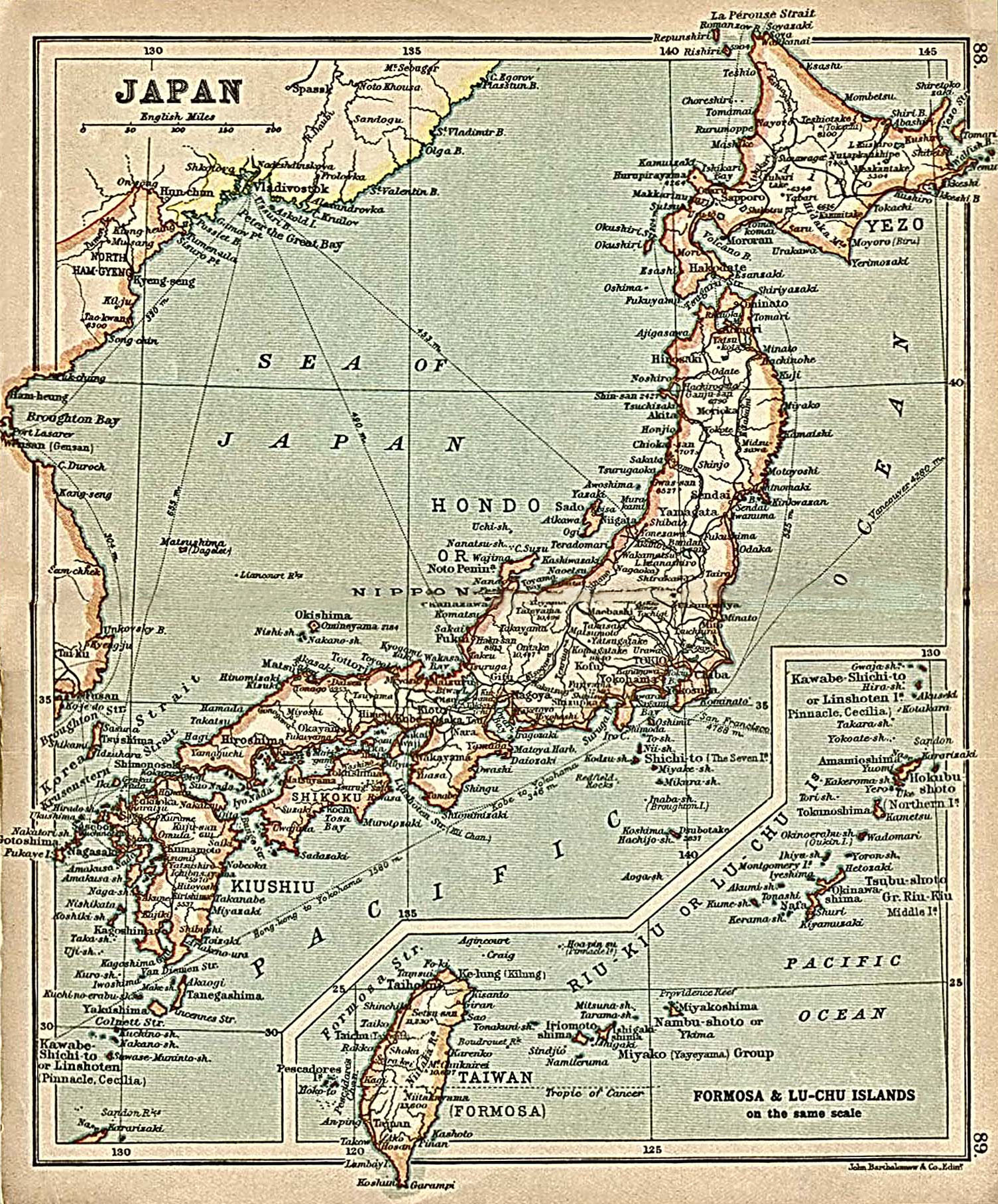
Карта Японської імперії 1912 року, на якій показано Тайвань, що перебував під владою Японії з 1895 по 1945 рік

У стародавні часи між людьми обабіч протоки відбувався обмін населенням, культурою та технологіями. Проте жодна китайська династія тоді офіційно не володіла Тайванем. У XVI—XVII століттях Тайвань уперше привернув увагу португальських, а потім голландських та іспанських першовідкривачів. Після заснування свого першого поселення на Тайвані в 1624 році голландці зазнали поразки в 1662 році від лояліста династії Мін Коксінґи (він же Чжен Ченгун), який захопив острів і встановив першу офіційну владу китайців (хань) на Тайвані. Спадкоємці Коксінґи використовували Тайвань як базу для влаштування набігів на материковий Китай проти маньчжурської династії Цін, доки не зазнали 1683 року поразки від військ Цін. 1684 року Тайвань увійшов до складу провінції Фуцзянь.
Оскільки інші держави в XIX столітті дедалі більше задивлялися на Тайвань через його стратегічне положення та ресурси, місцева влада почала спробу модернізації. 1887 року імператорським указом оголошено провінцію Фуцзянь-Тайвань. Однак падіння Цін відбулося швидше, ніж розвиток Тайваню, і 1895 року, після його поразки в Першій китайсько-японській війні, імперський уряд відступив Тайвань Японії на безстроковій основі. Короткий час лоялісти Цін чинили опір японському правлінню під прапором «Республіки Формози», але японська влада швидко придушила їх.
Японія правила на Тайвані до 1945 року. Входячи до Японської імперії, Тайвань був іноземною юрисдикцією відносно династії Цін до 1912 року і відносно Китайської Республіки — решту японського правління. 1945 року Японія програла в Другій світовій війні, а її війська на Тайвані здалися союзникам; острів узяла під опіку Республіка Китай, якою тоді керував Гоміньдан. Доба післявоєнного правління Гоміньдану в Китаї (1945—1949) ознаменувалася конфліктом на Тайвані між місцевими жителями та новою владою Гоміньдану. Тайванці збунтувалися 28 лютого 1947, але Гоміньдан жорстоко придушив повстання. Ці події посіяли зерна майбутнього руху за незалежність Тайваню.
Незабаром Китай погруз у повномасштабній громадянській війні. 1949 року конфлікт рішуче обернувся проти Гоміньдану на користь КПК. 1 жовтня 1949 року голова ЦК КПК Мао Цзедун проголосив у Пекіні заснування Китайської Народної Республіки (КНР). Уряд капіталістичної Республіки Китай відступив на Тайвань, оголосивши зрештою в грудні 1949 року своєю тимчасовою столицею Тайбей.

### 1949—1979

#### Відступ Гоміньдану
У червні 1949 року Республіка Китай (РК) оголосила про закриття всіх китайських портів, а її флот намагався перехоплювати всі іноземні кораблі. Закриття поширювалося від точки на північ від гирла річки Мін у провінції Фуцзянь до гирла річки Ляохе в Маньчжурії. Оскільки китайська залізнична мережа була слаборозвиненою, торгівля з півночі на південь значною мірою залежала від морських шляхів. Військово-морська діяльність РК також зумовила серйозні труднощі для китайських рибалок.
Обидва уряди продовжували перебувати в стані війни до 1979 року. У жовтні 1949 року спробу КНР захопити контрольований Республікою Китай острів Кіньмень було зірвано у битві за цей острів, що спинило просування Народно-визвольної армії КНР (НВАК) у бік Тайваню. У битві за острів Денгбу 3 листопада 1949 року війська РК дали відсіч своїм противникам із КНР, але пізніше були змушені відступити після того, як КНР здобула перевагу в повітрі. Уряд РК здійснив низку повітряних бомбардувань таких ключових прибережних міст Китаю, як Шанхай. 1950 року комуністичні війська провели низку успішних десантних операцій: у квітні захопили острів Хайнань, у травні—серпні — острови Ваньшань біля узбережжя провінції Гуандун, а у травні — острів Чжоушань біля Чжецзяна. Однак у 1952 році за підтримки США РК виграла битву за острів Нанрі. Пізніше того ж року комуністи виграли битву за архіпелаг Наньпен, а 1953 року — також битву за острови Далушань і похід на острів Дуншань.
Після втрати материкового Китаю група з приблизно 12 000 вояків Гоміньдану втекла в Бірму, де на початку 1950-х років продовжила здійснювати партизанські атаки на південь Китаю. Їхній ватажок генерал Лі Мі одержував платню від уряду РК, який йому присвоїв номінальний титул губернатора Юньнаня. Спочатку Сполучені Штати підтримували ці залишки, а Центральне розвідувальне управління надавало їм допомогу. Після того, як 1953 року уряд Бірми звернувся до ООН, США почали тиснути на РК, щоб та відкликала своїх лоялістів. До кінця 1954 року майже 6000 солдатів покинули Бірму, а Лі Мі оголосив про розпуск своєї армії. Проте тисячі залишилися, а РК продовжувала забезпечувати їх і командувати ними, іноді навіть таємно надаючи підкріплення. У північно-західному Китаї мусульманські офіцери армії Гоміньдану підняли ісламське повстання, відмовляючись протягом 1950-х і 1960-х років здаватися комуністам.

#### Корейська війна та криза в Тайванській протоці

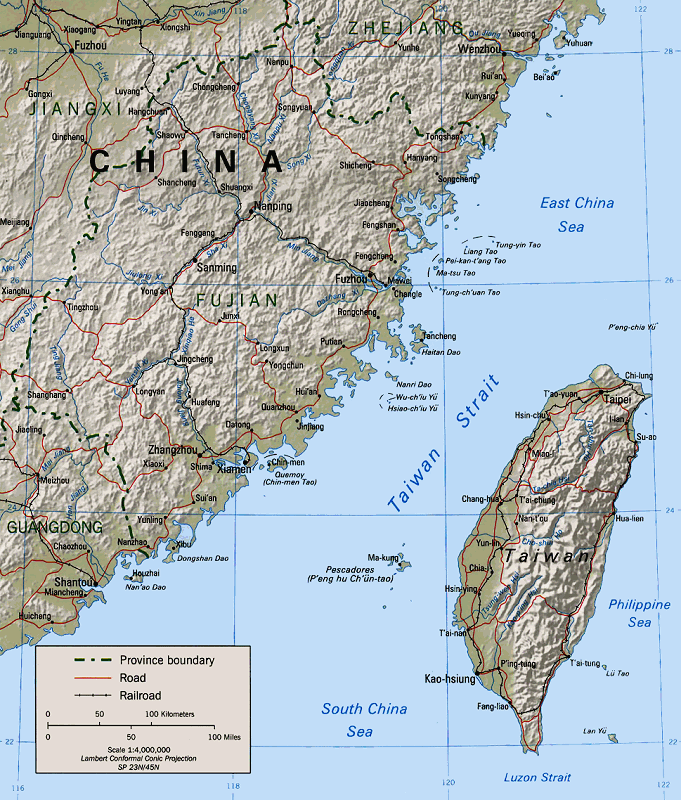
Тайванська протока

Більшість спостерігачів очікували, що у разі вторгнення комуністів на Тайвань влада Чан Кайші зрештою впаде, бо США спочатку не виявляли жодного інтересу підтримувати уряд Чан Кайші в його останньому двобої. Ситуація докорінно змінилася у червні 1950 року з початком Корейської війни. У цей момент у США стало політично неможливим допустити повну перемогу комуністів над Чан Кайші, тому президент Гаррі Трумен направив Сьомий флот у Тайванську протоку, щоб відвернути напади КНР і РК одна на одну. Флот США перешкодив комуністичному вторгненню на Тайвань, і в жовтні 1950 року КНР вирішила спрямувати війська в Корею. Свою участь у Корейській війні запропонувала і РК, але їй відмовили. Протягом Корейської війни деяких полонених комуністичних китайських солдатів, багато з яких спершу були вояками Гоміньдану, репатріювали на Тайвань, а не в Китай.
РК розглядала свої острови, що залишилися у Фуцзяні, як життєво важливі для якої-небудь майбутньої боротьби з КНР із метою її розгрому і відвоювання Китаю. 3 вересня 1954 року почалася перша криза у Тайванській протоці, коли НВАК почала обстріл Кіньмень і загрожувала захопленням островів Дачен. 20 січня 1955 року НВАК зайняла сусідній острів Їцзяншань, при цьому всі 720 бійців місцевого гарнізону РК або загинули, або дістали поранення, захищаючи острів. 24 січня Конгрес США ухвалив резолюцію про Формозу, яка уповноважувала президента захищати прибережні острови РК. Перша криза в Тайванській протоці закінчилася в березні 1955 року, коли НВАК припинила обстріли. Кризі поклали край під час конференції в Бандунгу. На конференції Китай сформулював свої п'ять принципів мирного співіснування, а прем'єр-міністр Чжоу Еньлай прилюдно заявив: «Китайський народ не хоче війни зі Сполученими Штатами. Китайський уряд готовий сісти, щоб обговорити питання послаблення напруженості на Далекому Сході, і особливо питання послаблення напруженості в районі Тайваню». За цим настали два роки переговорів зі США, хоча згоди у тайванському питанні так досягнуто і не було.
Друга криза у Тайванській протоці почалася 23 серпня 1958 року повітряними та морськими зіткненнями між збройними силами КНР і РК, що призвело до інтенсивного артилерійського обстрілу Кіньмень (з боку КНР) і Сямень (з боку РК). Вона завершилася в листопаді того самого року. Патрульні катери НВАК заблокували кораблям РК шляхи постачання островів. Хоча США відхилили пропозицію Чан Кайші розбомбити китайські артилерійські батареї, вони швидко перейшли до постачання Республіці Китай винищувачів і зенітних ракет. Сполучені Штати також надали кораблі для морських десантних операцій, що спрощували висадку на суходіл, оскільки затонуле військово-морське судно РК заблокувало гавань. 7 вересня США супроводжували конвой тайванських кораблів постачання, що утримувало КНР від відкриття вогню. 25 жовтня комуністичний Китай оголосив «припинення вогню у парні дні» — відтоді НВАК обстрілювала Кіньмень лише в непарні дні.

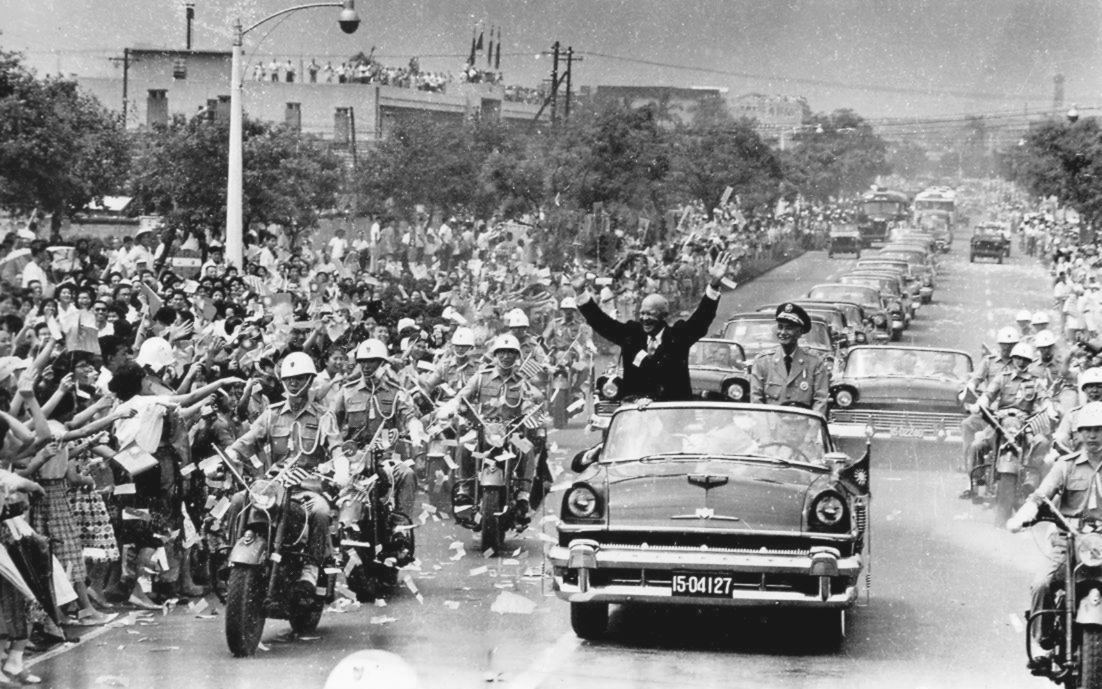
Президент США Дуайт Ейзенхауер, махає глядачам, їдучи з президентом Чан Кайші під час свого візиту в Тайбей у червні 1960 р.

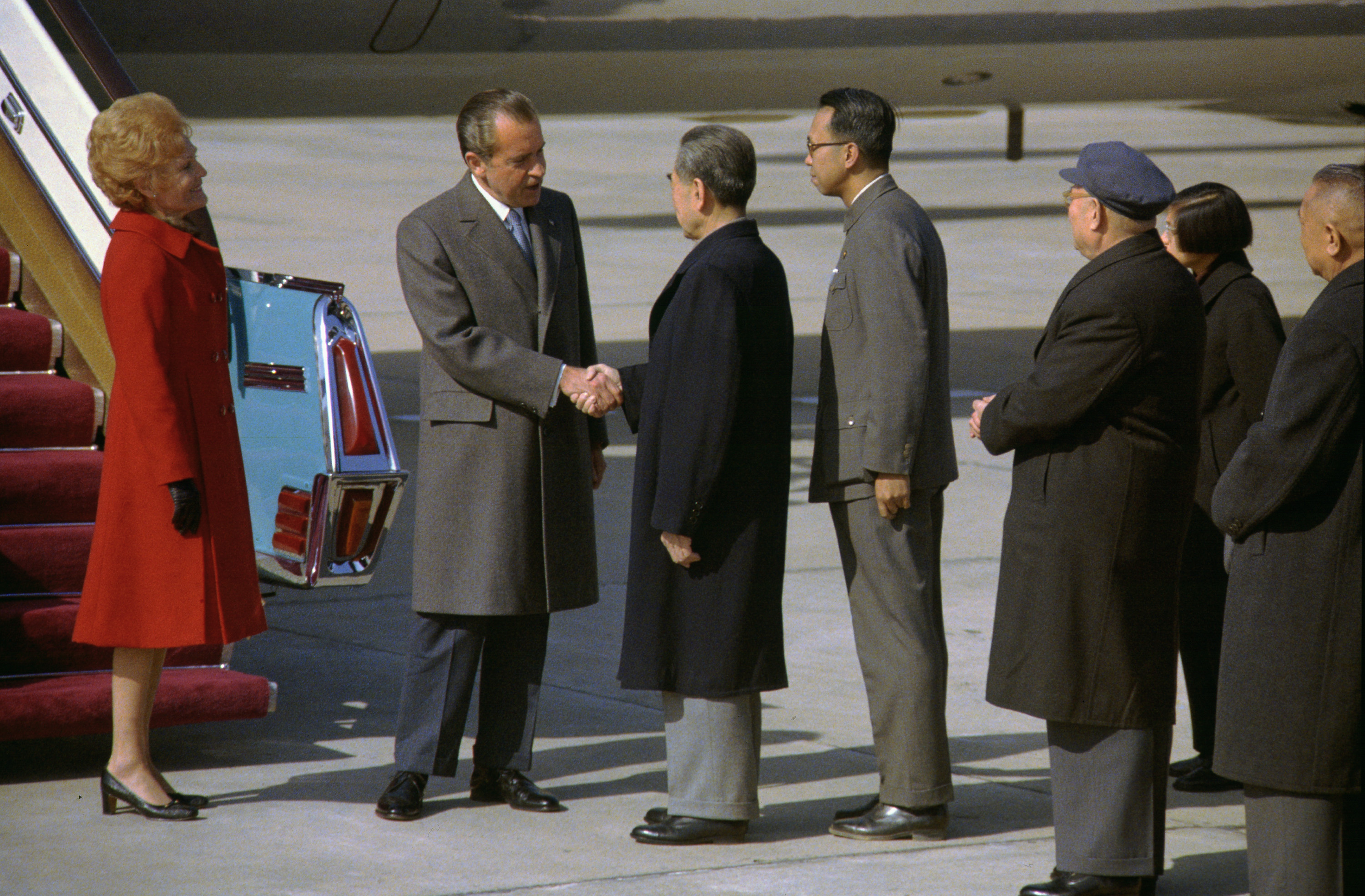
Президент США Річард Ніксон тисне руку прем'єр-міністру Чжоу Еньлаю під час його візиту в Пекін у лютому 1972 р.

Після 1950-х років «війна» стала більше символічною, ніж реальною, набувши вигляду поодиноких артобстрілів чи то в бік острова Кіньмень, чи то з боку острова. Пізніше бойові снаряди замінили агітаційними листками. У якийсь момент РК ініціювала проєкт «Національна слава» — план повернення материкового Китаю. Проєкт провалився в 1960-х роках, а обстріли остаточно припинилися після встановлення дипломатичних відносин між КНР і США. КНР і РК так і не підписали жодного договору чи угоди про офіційне припинення війни. З обох сторін періодично траплялися перекинчики.
У дипломатичному плані в цей період (приблизно до 1971 року) більшість урядів країн НАТО продовжували визнавати уряд Республіки Китай законним урядом Китаю і Тайваню. Уряд КНР визнали країни радянського блоку, держави-члени Руху неприєднання та деякі західні країни, такі як Великобританія та Нідерланди. Кожен із двох урядів називав себе єдино законною владою Китаю. Пропаганда громадянської війни пронизувала навчальні програми і плани. Обидві сторони зображувала людей протилежної сторони як таких, що живуть у пекельних злиднях. В офіційних ЗМІ кожна сторона йменувала другу «бандитами». РК також придушувала будь-які прояви тайванської самобутності або підтримки незалежності Тайваню.

### Доба потепління (1979—1998)
Після того, як Сполучені Штати в 1979 році офіційно визнали КНР і розірвали офіційні відносини з РК, КНР під керівництвом Ден Сяопіна змінила свою стратегію з визволення Тайваню на мирне об'єднання. Ден запропонував модель приєднання Тайваню до КНР, яка передбачала високий ступінь автономії в межах китайської держави, подібно до моделі, запропонованої для Гонконгу, яка кінець кінцем стала відома як принцип «одна країна, дві системи». Уряд Республіки Китай під керівництвом Цзян Цзін-го дотримувався «політики трьох ні», що означало ніяких контактів, ніяких переговорів і ніяких компромісів у відносинах з урядом КНР. Однак Цзян був змушений порвати з цією політикою під час викрадення вантажного літака China Airlines, коли тайванський пілот підкорив собі інших членів екіпажу та спрямував літак до Гуанчжоу. У відповідь Цзян відправив делегацію в Гонконг, щоб обговорити з урядовцями КНР повернення літака та екіпажу, що розглядається як поворотний момент у «відносинах через протоку».
1987 року уряд РК почав дозволяти відвідувати Китай. Це принесло користь багатьом, особливо старим солдатам Гоміньдану, які десятиліттями були розлучені зі своїми родинами в Китаї. Це також виявилося каталізатором потепління відносин між двома сторонами. Проблеми, породжені розширенням контактів, вимагали механізму регулярних перемовин. 1988 року КНР схвалила положення з 22 пунктів, покликане заохочувати інвестиції РК у КНР. Воно гарантувало, що засновані Республікою Китай суб'єкти господарювання не будуть націоналізовані, експорт звільняється від тарифів, а підприємцям РК надаватимуться багаторазові візи для полегшення пересування.
1990 року за президентства Лі Денхуея на Тайвані було створено Національну раду з возз'єднання. Наступного року ухвалено Керівні принципи національного возз'єднання та завершено період мобілізації для придушення комуністичного повстання. Щоб вести переговори з Китаєм з оперативних питань без шкоди для позиції уряду щодо заперечення легітимності іншої сторони, уряд Республіки Китай документом Виконавчого юаня в 1991 році створив номінально неурядову установу — Straits Exchange Foundation (SEF). Її безпосередньо очолювала Рада з материкових справ (MAC). КНР відгукнулася на цю ініціативу створенням Асоціації відносин через Тайванську протоку (ARATS), безпосередньо керованої Управлінням у справах Тайваню при Державній раді. Ця система, яку нарекли «білими рукавичками», дозволяла двом урядам взаємодіяти один з одним на напівофіційній основі без шкоди для політики суверенітету тієї чи іншої сторони. Ці дві організації на чолі з Ку Чен-фу та Ван Даоханом розпочали низку переговорів, кульмінацією яких став саміт Ван—Ку 1993 року, коли обидві сторони погодилися обміркувати неоднозначність у питаннях суверенітету, щоб зайнятися розв'язанням оперативних питань, які торкаються обох сторін.
У той же час, однак, риторика президента РК Лі Денхуея почала ще більше розвертатися у бік незалежності Тайваню. До 1990-х років РК була однопартійною авторитарною державою, націленою на остаточне об'єднання з Китаєм. Проте з демократичними реформами погляди широкого загалу почали впливати на політику Тайваню. У результаті уряд РК відійшов від свого зобов'язання триматися політики одного Китаю на користь окремої політичної ідентичності Тайваню. 1995 року Лі відвідав США, де виголосив промову перед запрошеною аудиторією в Корнельському університеті. У відповідь на дипломатичні кроки Тайваню КНР відклала другий саміт Ван-Ку на невизначений час. НВАК спробувала вплинути на президентські вибори в Тайвані 1996 року, провівши ракетні навчання, що вилилися в третю кризу в Тайванській протоці.

### Відсутність контактів (1998—2008)

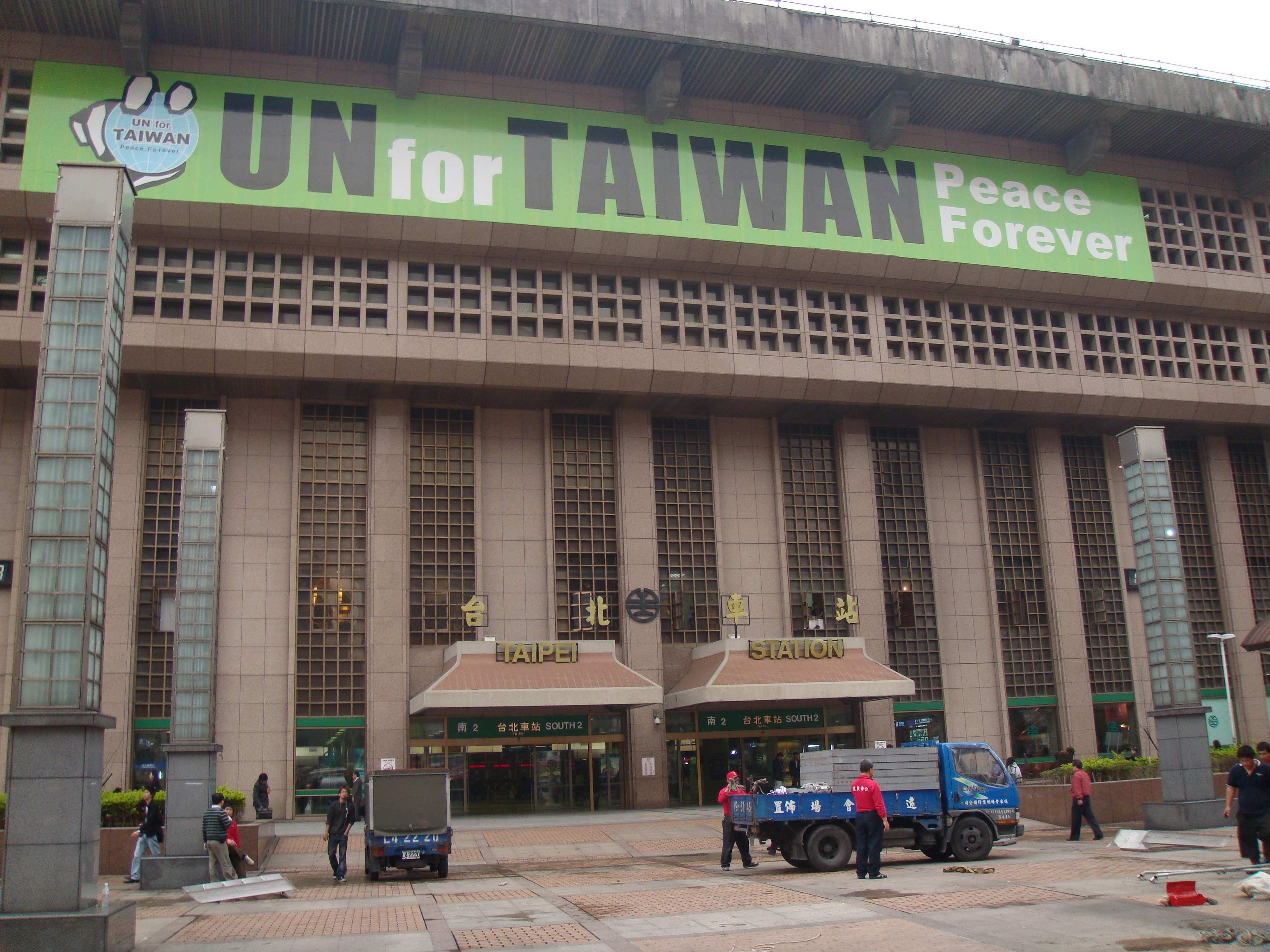
Плакат «ООН за Тайвань» на залізничному вокзалі Тайбея

1998 року ARATS і SEF поновили зв'язки, і в Шанхаї відбувся другий саміт Ван—Ку. Також керівник КНР Цзян Цземінь прийняв представників Тайваню в Пекіні. На момент запланованого візиту ввічливості Ван Даоханя на Тайвань Лі Денхуей у липні 1999 року описував тайвансько-китайські відносини як «міждержавні або принаймні особливі міждержавні відносини». Ця теорія Лі про «дві держави» відклала візит Вана на невизначений строк, а в лютому 2000 року, перед президентськими виборами на Тайвані того року, КНР видала білу книгу під назвою «Принцип одного Китаю і тайванське питання».
За підсумками виборів 2000 року президентом Республіки Китай став Чень Шуйбянь від Демократичної прогресивної партії (ДПП), яка виступає за незалежність. Перед тим, як Гоміньдан передав владу ДПП, голова Ради у справах материка Су Чі запропонував новий термін «Консенсус 1992 року» як спільну точку, прийнятну для обох сторін, щоб Тайвань і Китай могли підтримувати товарообмін. Чень висловив певну готовність прийняти Консенсус 1992 року, але відмовився після негативної реакції всередині своєї партії. У своїй інавгураційній промові Чень Шуйбянь пообіцяв «чотири ні та одне без», що, зокрема, передбачало не прагнути ні незалежності, ні возз'єднання, та відкинути концепцію особливих відносин між державами, висловлену його попередником Лі Денхуеєм, а також встановити обмежені поштове, транспортне та торговельне сполучення між містами провінції Фуцзянь Китайської Народної Республіки Сямень, Мавей і Цюаньчжоу та островами Кіньмень і Мацзу Республіки Китай. Окрім того, він проводив політику нормалізації економічних відносин з КНР. КНР не пішла на контакт з урядом Ченя, але попри це 2001 року Чень зняв 50-річну заборону на пряму торгівлю та інвестиції з КНР. У листопаді 2001 року Чень відкинув курс на «єдиний Китай» і закликав до переговорів без попередніх умов. 3 серпня 2002 року Чень визначив тайвансько-китайські відносини як «по одній країні на кожному боці» (а саме, що Китай і Тайвань — це дві різні країни). Далі КНР перервала офіційні контакти з урядом РК.
Наприкінці 2002 року генеральним секретарем Комуністичної партії Китаю став Ху Цзіньтао, змінивши на посаді фактичного вождя Китаю Цзян Цземіня. Ху продовжував наполягати на тому, що переговори можуть просуватися лише в рамках угоди про принцип «одного Китаю». У той самий час КНР на чолі з Ху продовжила нарощувати угруповання військових ракет над протокою навпроти Тайваню, одночасно погрожуючи військовими діями проти нього, якщо той проголосить незалежність або якщо КНР вважатиме, що всі можливості для мирного возз'єднання повністю вичерпані. КНР також продовжувала чинити дипломатичний тиск на інші держави, щоб ізолювати РК в дипломатичній площині. Однак під час війни в Іраку 2003 року КНР дозволила тайванським авіакомпаніям використовувати повітряний простір Китаю.
Після переобрання Чень Шуйбяня в 2004 році уряд Ху змінив попередню загальну політику відсутності контактів, що залишилася в спадок від адміністрації Цзян Цземіня. Відповідно до нової політики, з одного боку, уряд КНР продовжував політику безконтактності щодо Чень Шуйбяня. Він зберігав нарощування військової сили проти Тайваню та проводив рішучу політику дипломатичної ізоляції Тайваню. У березні 2005 року Всекитайські збори народних представників прийняли закон про протидію сецесії, який формалізував «немирні засоби» як варіант відповіді на офіційне проголошення незалежності Тайваню.

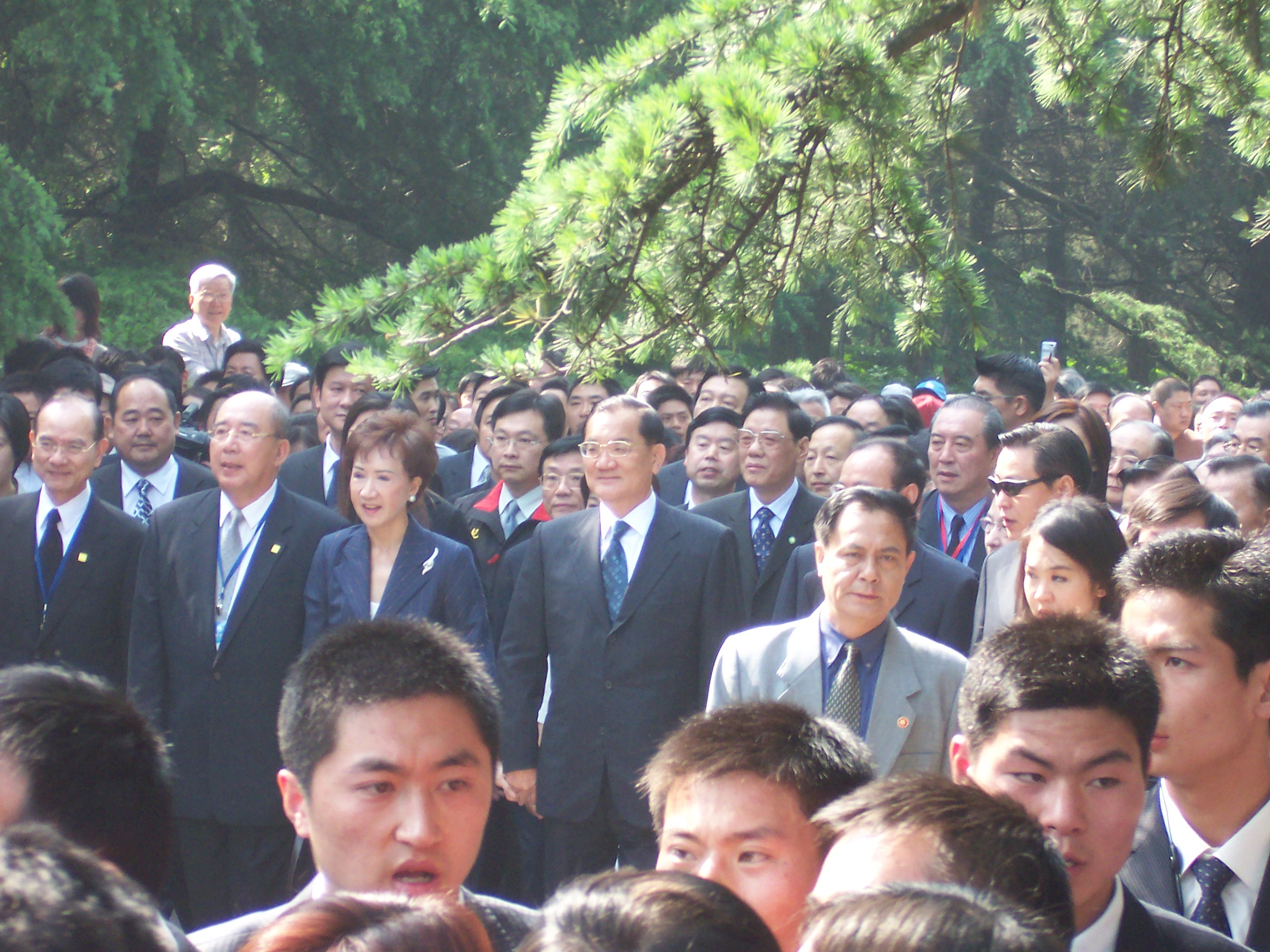
Лянь Чжань відвідує мавзолей Сунь Ятсена з делегацією Гоміньдану до материкового Китаю у 2005 році

З іншого боку, влада КНР підтримувала контакти з аполітичними або політично антисамостійницькими групами на Тайвані. У своїй заяві від 17 травня 2004 року Ху Цзіньтао зробив дружні пропозиції Тайваню про відновлення переговорів щодо «трьох сполучень», зменшення непорозумінь і посилення консультацій. Проте ухвалений 2005 року закон про заборону сецесії не дуже добре сприйняли на Тайвані. У зв'язку з підтримкою принципу одного Китаю тодішньою опозиційною партією Тайваню Гоміньданом КПК розширила з ним контакти на міжпартійній основі:138. Кульмінацією посилення контактів стали в 2005 році візити в Китай представників коаліції Гоміньдану з партіями-союзницями, включаючи і зустріч Ху з тодішнім головою Гоміньдану Лянь Чжань у квітні 2005 року. Це була перша зустріч між лідерами двох партій після закінчення в 1949 року в Китаї громадянської війни.

### Поновлення контактів на високому рівні (2008—2016)
2008 року Гоміньдан здобув значну більшість на парламентських виборах, а його кандидат Ма Інцзю переміг 22 березня на чергових президентських виборах у Тайвані. Ма виступав за те, щоб відносини обабіч протоки перейшли від «взаємного невизнання» до «взаємного незаперечення». Він заявив, що це ані взаємини між двома Китаями, ані зносини між двома різними державами. Це особливі міждержавні відносини.
І Ху Цзіньтао, і його новий колега Ма Інцзю вважали Консенсус 1992 року основою для переговорів між двома берегами Тайванської протоки. 26 березня 2008 року Ху Цзіньтао провів телефонну розмову з президентом США Джорджем Бушем, під час якої пояснив, що «Консенсус 1992 року» вказує на те, що «обидві сторони визнають існування лише одного Китаю, але погоджуються відрізнятися в питанні його визначення». Після цього відбулася низка зустрічей між двома сторонами. 12 квітня 2008 року під час Боаоського Азійського форуму Ху Цзіньтао зустрівся з тодішнім новообраним віце-президентом Республіки Китай Вінсентом Сью, який очолював Фонд спільного ринку через протоку (англ. Cross-Straits Common Market Foundation). 28 травня 2008 року Ху зустрівся з головою Гоміньдану У Босюном, що стало першою зустріччю між керівниками КПК і Гоміньдану як правлячих партій. Під час цієї зустрічі Ху і У погодилися, що обидві сторони повинні відновити напівофіційний діалог у рамках Консенсусу 1992 року.
У червні 2008 року відновилися китайсько-тайванські перемовини на високому рівні між ARATS і SEF, а перша зустріч відбулася в Пекіні, де 13 червня голови цих двох установ підписали документи, згідно з якими між двома сторонами 4 липня розпочиналися прямі авіарейси, а Тайвань давав дозвіл на щоденний в'їзд до 3000 відвідувачів із Китаю. Перші прямі перельоти стартували 15 грудня 2008 року.
1 травня 2009 року між двома сторонами покращилися фінансові відносини: Комісія фінансового нагляду (фінансовий регулятор РК) оголосила, що китайським інвесторам уперше з 1949 року буде дозволено інвестувати в грошові ринки Тайваню. Інвестори можуть подати заявку на придбання акцій Тайваню, вартість яких не перевищує однієї десятої загальної вартості акцій фірми. Цей крок став частиною руху «крок за кроком», спрямованого на послаблення обмежень на китайські інвестиції. Тайбейський економіст Лян Чі Юань прокоментував: «Завдяки поліпшенню зв'язків із Китаєм значно знизився чинник ризику для Тайваню як гарячої точки. Китайці вагатимуться щодо початку війни, якщо тут збільшуватимуться їхні інвестиції».
У червні 2013 року Китай запропонував 31 новий захід на покращення економічної інтеграції Тайваню з материком.

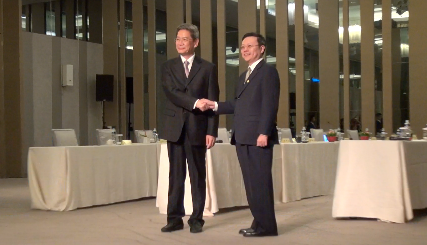
Зустріч Ван—Чжан 2014 року на Тайвані

У жовтні 2013 року в холі готелю на полях зустрічей APEC Indonesia 2013 коротко поспілкувалися керівник Ради з материкових справ Ван Ю-чі та керівник Управління у справах Тайваню Чжан Чжіцзюнь, звертаючись один до одного згідно з офіційним титулом. Обидва закликали до встановлення механізму регулярного діалогу між їхніми двома відомствами. Чжан також запросив Вана відвідати Китай. Обидва урядовці зустрілися в Нанкіні 11 лютого 2014 року в рамках першого з 1949 року офіційного міжурядового контакту. Протягом зустрічі Ван і Чжан домовилися про встановлення прямого і регулярного каналу зв'язку. Вони також погодилися знайти розв'язок питанню медичного страхування тайванських студентів, які навчаються в материковому Китаї, та дійшли згоди щодо прагматичного створення офісів SEF і ARATS на відповідних територіях, а також щодо вивчення можливостей дозволу на відвідування затриманих осіб після відкриття цих офісів. Чжан здійснив зворотний візит на Тайвань 25—28 червня 2014 року, що зробило його найвищим посадовцем КПК, який коли-небудь відвідував цю країну.

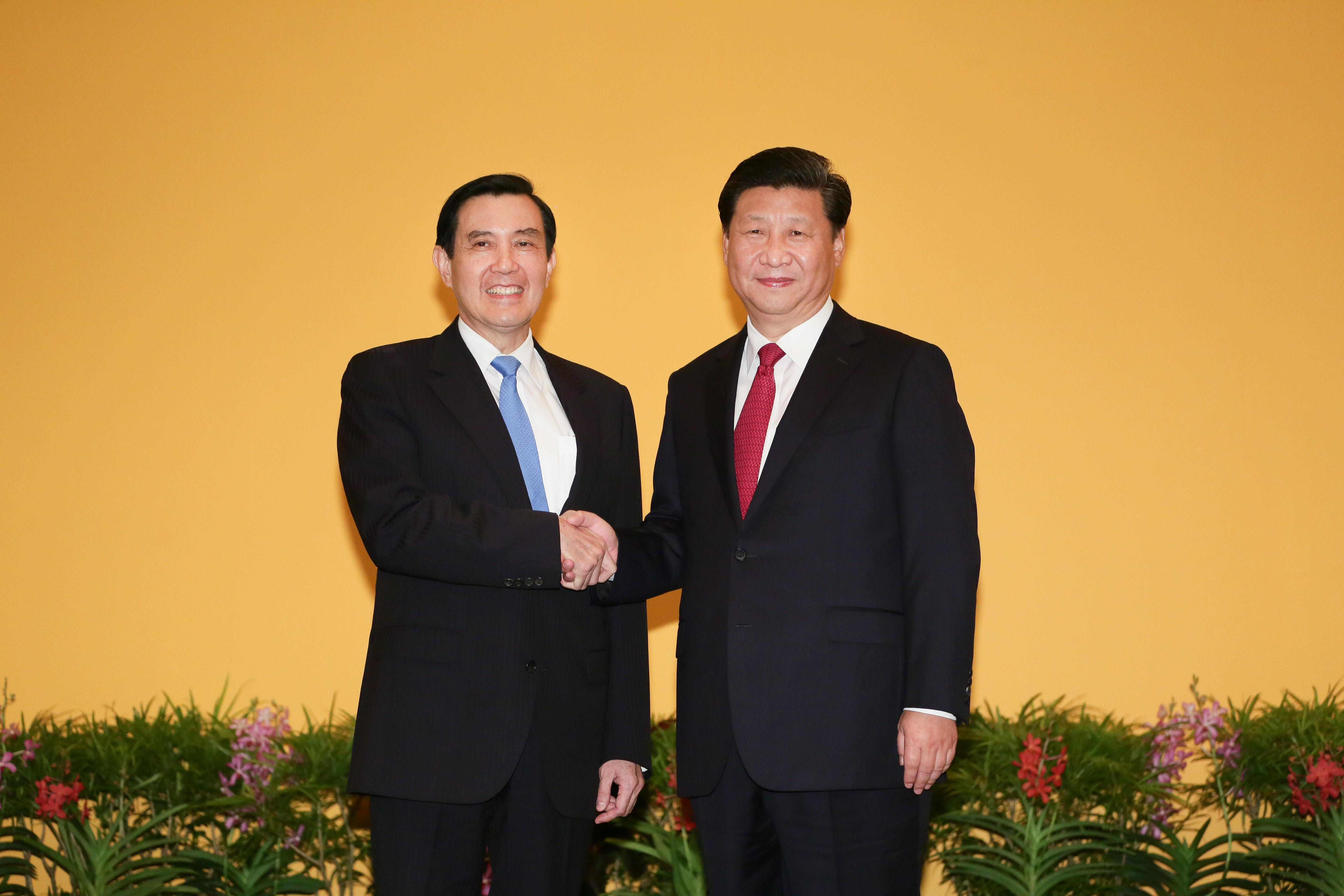
Зустріч Ма—Сі 2015 року в Сінгапурі

2014 року розгорнувся студентський Рух соняшників. На 23 дні громадяни окупували Законодавчий юань Тайваню, протестуючи проти проштовхування урядом китайсько-тайванської угоди про торгівлю. Протестувальники вважали, що торговельна угода з Китаєм зробить Тайвань вразливішим до політичного тиску з боку Пекіна. Угода залишилася нератифікованою в законодавчому органі. У вересні 2014 року Сі Цзіньпін зайняв більш безкомпромісну позицію, ніж його попередники, закликавши застосувати до Тайваню модель «одна країна, дві системи». Зазначалося, що цю модель КНР не згадувала з 2005 року, відколи було ухвалено закон проти сецесії.
7 листопада 2015 року Сі та Ма зустрілися в Сінгапурі, потиснувши один одному руки, що ознаменувало першу зустріч між керівниками двох сторін після закінчення громадянської війни в Китаї в 1949 році. Вони зустрілися у статусі «керівника материкового Китаю» і «керівника Тайваню» відповідно. Жодних важливих домовленостей досягнуто не було, однак наприкінці 2015 року було встановлено гарячу телефонну лінію, яка з'єднала голову Ради з материкових справ і голову Управління у справах Тайваню.
У січні 2016 року на виборах президента Тайваню перемогла опозиційна ДПП. У період переходу влади міністр юстиції Республіки Китай Луо Їншай розпочала в березні 5-денний історичний візит до материкового Китаю, що зробило її першим міністром уряду Республіки Китай, який відвідав материк після закінчення громадянської війни в Китаї в 1949 році.

### Погіршення відносин (з 2016 року дотепер)

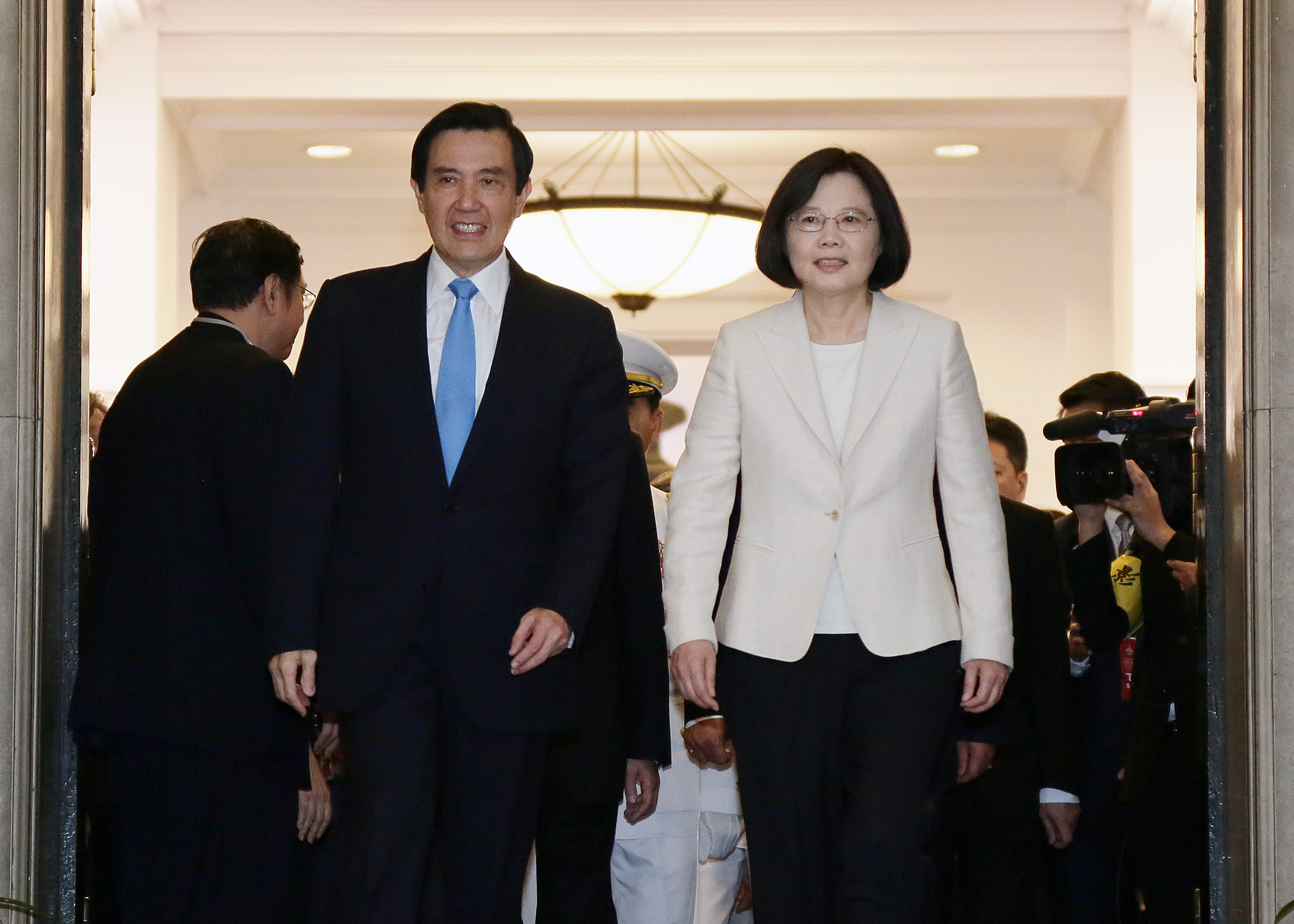
У травні 2016 року Ма Інцзю на посаді президента РК змінила Цай Інвень

2016 року на загальних виборах у Тайвані переконливу перемогу здобули Цай Інвень і ДПП. Цай від початку дотримувалася подібної стратегії, що і Чень Шуйбянь, отримавши після перемоги на виборах схожий холодний прийом із боку КНР
25 червня 2016 року Пекін призупинив офіційні комунікації через протоку, а будь-які інші обміни між двома берегами після цього відбувалися неофіційними каналами.
Уряд Цай перешкодив колишньому президенту Ма Інцзю відвідати Гонконг, але в 2016 році Пекін відвідали вісім мерів і магістратів із Тайваню, які не були членами ДПП. Метою їхнього візиту було перезапустити тайвансько-китайські відносини після того, як Цай вступила на посаду. Вісім місцевих керівників підтвердили свою підтримку «єдиному Китаю» відповідно до Консенсусу 1992 року.
У жовтні 2017 року Цай Інвень висловлювала надії, що обидві сторони перезапустять свої відносини після XIX з'їзду Комуністичної партії Китаю, стверджуючи, що слід вивчити нові практики та керівні принципи, які регулюють взаємодію. Проте Сі Цзіньпін у своїй вступній промові на з'їзді наголосив на суверенітеті КНР над Тайванем. Водночас він запропонував можливість відкритих переговорів і «безперешкодного обміну» з Тайванем, якщо уряд прийме Консенсус 1992 року.
У 2019 році Цай Інвень пояснила позицію уряду щодо промови Сі Цзіньпіна та підкреслила, що вона ніколи не приймала Консенсус 1992 року. Цай перейшла від публічного неприйняття Консенсусу 1992 року до прямого його відкидання, заявивши, що більше немає потреби говорити про Консенсус 1992 року, оскільки цей термін уже визначив Пекін як «одна країна, дві системи». Підтримавши протести в Гонконзі у 2019–2020 роках, вони пообіцяла, що поки буде президентом Тайваню, ніколи не погодиться на «одну країну, дві системи». У січні 2020 року переобрана Цай Інвень твердила, що Тайвань уже був незалежною країною під назвою «Республіка Китай (Тайвань)», доводячи далі, що влада материкового Китаю повинна була визнати цю ситуацію.
У зв'язку з наслідками протестів у Гонконзі, а також через незмінну рішучість КНР не допускати РК до Всесвітньої організації охорони здоров'я навіть під час пандемії COVID-19 громадськість Тайваню ще більше відвернулася від материкового Китаю.
Скидалося на те, що в 2020 році від материкового Китаю дистанціювався і опозиційний Гоміньдан, заявивши, що перегляне свою непопулярну підтримку тісніших зв'язків із КНР. У березні 2021 року голова Гоміньдану Джонні Чан відхилив модель «одна країна, дві системи» як можливу для Тайваню, посилаючись на реакцію Пекіна на протести в Гонконзі, а також на цінність, яку тайванці надають політичним свободам.

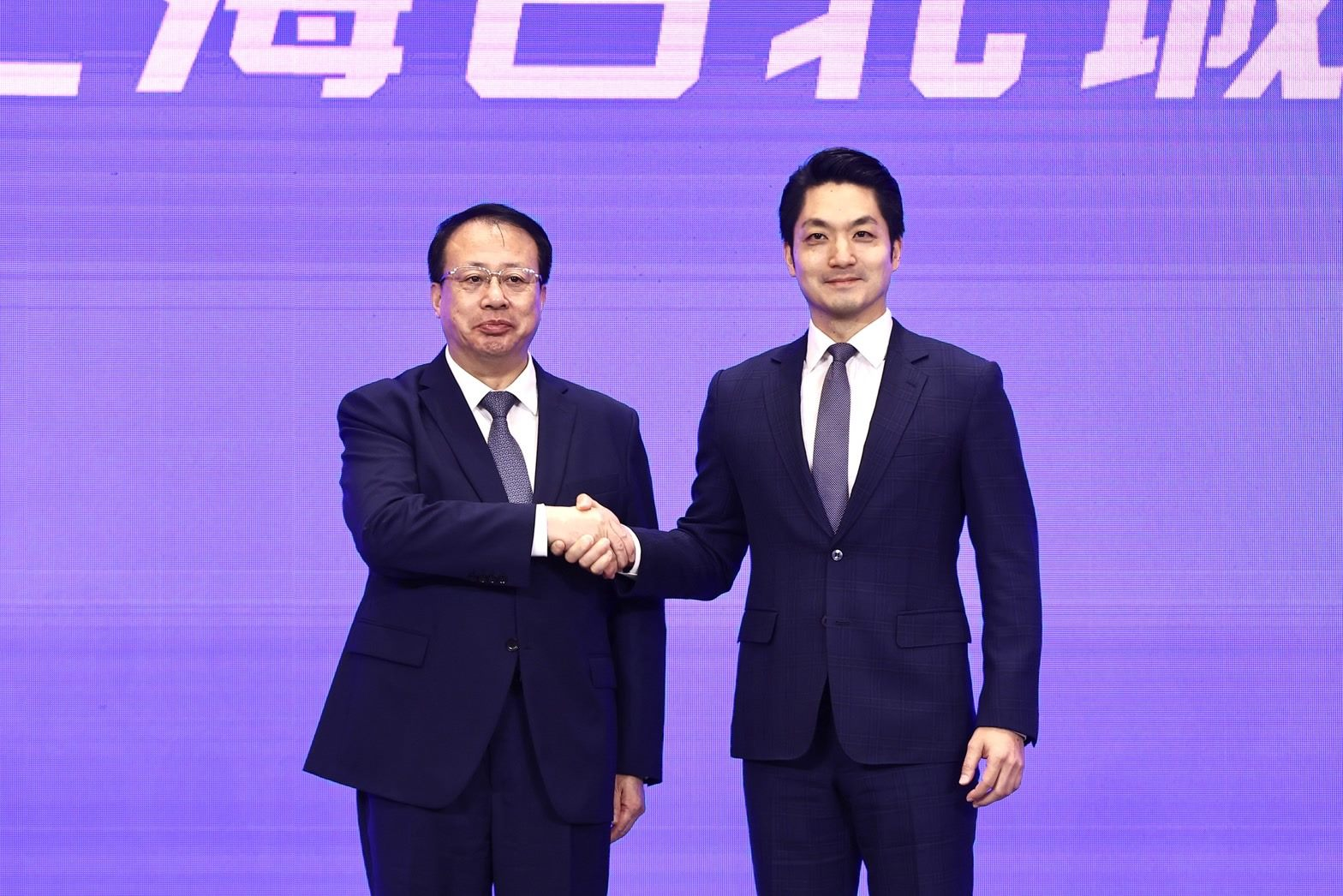
Мер Шанхая Гун Чжен і мер Тайбея Чан Ваньань потискають один одному руки на Форумі міст Шанхай—Тайбей 2023 року

## Візит Ненсі Пелосі на Тайвань 2022 року

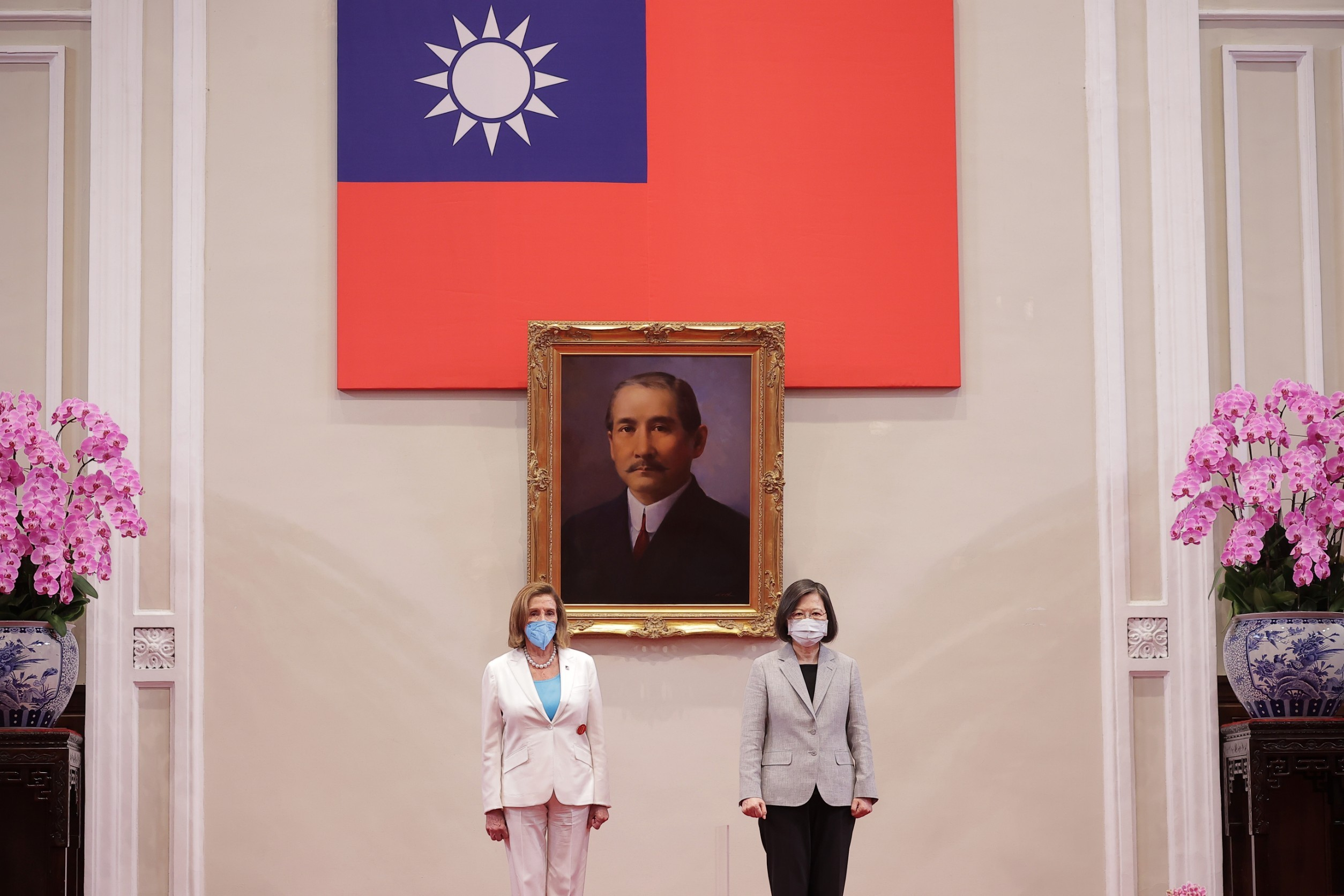
Президентка РК Цай Інвень зі спікеркою Палати представників США Ненсі Пелосі 3 серпня 2022 р.

2 серпня 2022 року спікерка Палати представників США Ненсі Пелосі відвідала Тайвань. Китай сприйняв її візит як порушення своїх суверенних прав на Тайвані, а НВАК оголосила, що з 4 по 7 серпня проведе навчання з бойовою стрільбою в шістьох зонах навколо Тайваню. Ці навчання з бойовими стрільбами були безпрецедентними в новітній історії, відбуваючись у зонах, які оточували територіальні води та повітряний простір острова. Під час військових навчань НВАК використовувала бойові боєприпаси, повітряні засоби, розгортання військово-морських сил і запуски балістичних ракет. У відповідь Тайвань привів у бойову готовність кораблі та літаки. Це не вилилося у військовий конфлікт, хоча значно посилило напруженість між двома країнами. 10 серпня Китай оголосив про припинення навчань, але також заявив, що запустить у Тайванській протоці регулярні «патрулі».

## Напівофіційні відносини
У 2006—2016 роках Гоміньдан і Комуністична партія Китаю підтримували регулярний діалог завдяки Форуму економіки, торгівлі та культури через протоку. На Тайвані його охрестили «другою колією». Він допомагав зберігати політичне взаєморозуміння між двома партіями.
Між містами Шанхай і Тайбей діє щорічний форум, покликаний сприяти обмінам між цими містами, який започаткував 2010 року тодішній мер Тайбея Хау Лунпінь. Форум зумовив участь Шанхая в Тайбейській міжнародній виставці флори наприкінці того ж року. Тайбей та Шанхай виявилися першими двома містами обабіч Тайванської протоки, які здійснюють обмін. Форум відбувався, навіть коли з 2014 по 2022 рік мером Тайбея був Ке Веньчже, який не належав до Гоміньдану.

## Поточне військове становище
Китай розпочав масштабне нарощування військової сили. США збільшують обсяг військового обміну з Тайванем, а американські військові кораблі набагато частіше проходять через Тайванську протоку.
Почастішали розмірковування на тему ймовірності війни між Китаєм і Тайванем. Заступник генерального директора Бюро національної безпеки Тайваню Чень Вень Фань у 2020 році заявив, що Сі Цзіньпін має намір розв'язати «тайванську проблему» до 2049 року. 2022 року Тихоокеанське командування США схарактеризувало ситуацію у відносинах між берегами протоки як жахливу, оскільки Китай накопичив найбільший із часів Другої світової війни обсяг живої сили і техніки та майна військового призначення. Начальник військово-морських операцій ВМС США адмірал Майкл Гілдей попереджав, щоб американські військовики були готові до можливого китайського вторгнення на Тайвань іще до 2024 року. Проведене Центром стратегічних і міжнародних досліджень (CSIS) опитування у підсумку засвідчило, що Китай сповнений рішучості об'єднатися з Тайванем і потенційна можливість військової кризи або конфлікту в Тайванській протоці цілком реальна. Опитування також показало, що Китай ладен чекати мирного об'єднання з Тайванем, але відразу вторгнеться, якщо Тайвань проголосить незалежність.